# Thisted
Thisted é um município da Dinamarca, localizado na região noroeste, no condado de Viborg.
O município tem uma área de 1073,70 km² e uma  população de 43.751  habitantes, segundo o censo de 2017.